# PGO Cévennes
 (août 2020).
Si vous disposez d'ouvrages ou d'articles de référence ou si vous connaissez des sites web de qualité traitant du thème abordé ici, merci de compléter l'article en donnant les références utiles à sa vérifiabilité et en les liant à la section « Notes et références ».
Pour les articles homonymes, voir Cévennes (homonymie).
La PGO Cévennes est un modèle de voiture de sport fabriqué par la compagnie française PGO.

## Phase 1
PGO, sur la base de son Speedster II, sort en 2005 la Cévennes.

## Phase 2

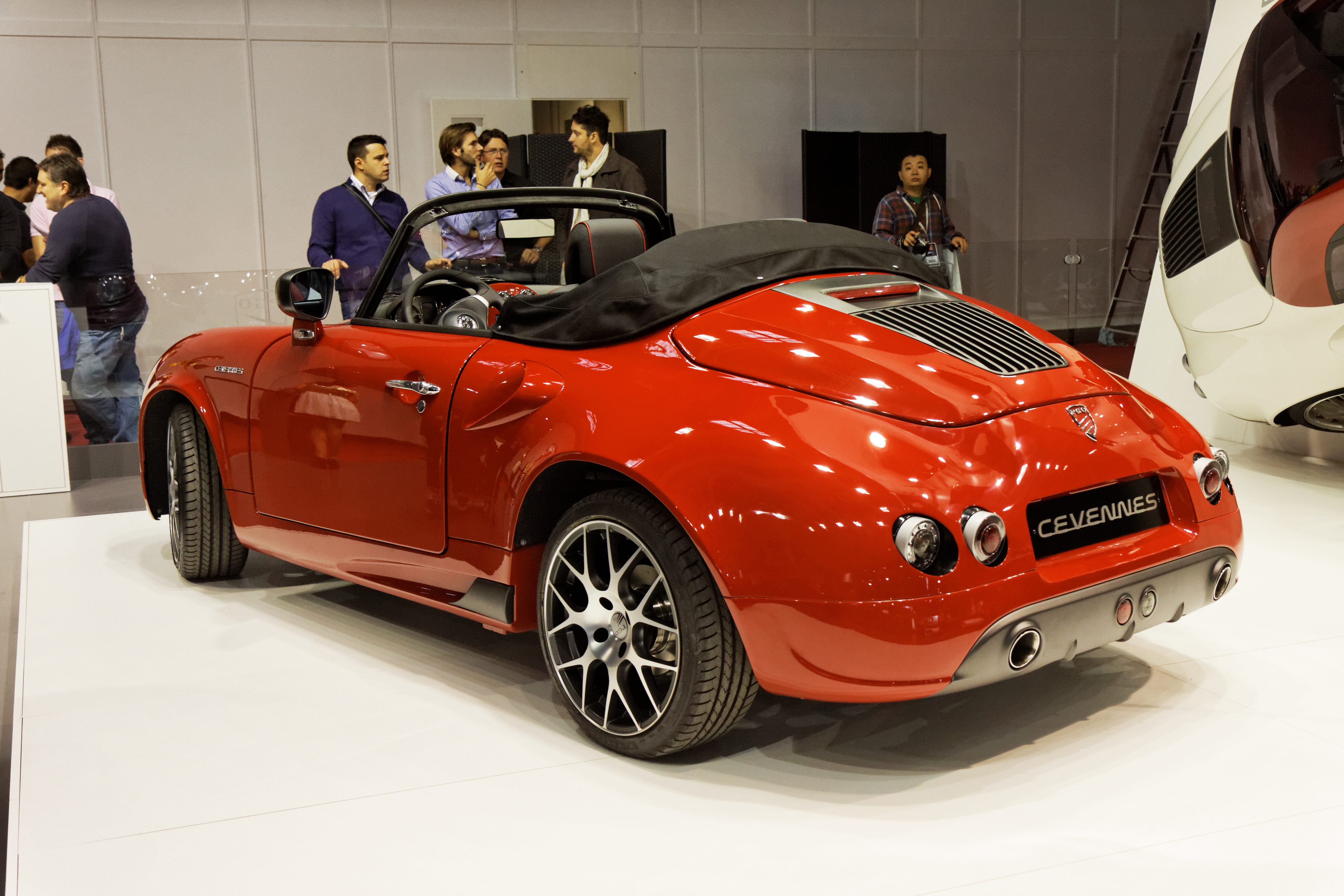
PGO Cévennes en présentation au Mondial de l'Auto 2012.

Au Mondial de l'automobile de Paris 2012, PGO a présenté la PGO Cévennes restylée, avec le nouveau moteur "Prince" 1,6 L ; 184 ch PSA/BMW (225 km/h et 175 g de CO2) en remplacement des moteurs Peugeot 2L ; 140 ch (215 km/h et 185 g de CO2), une boîte 6 rapports et un régulateur de vitesse accompagnent l'arrivée des nouveaux moteurs.
La Cévennes et le reste de la gamme voient l’arrivée d'un GPS, d’un écran tactile ainsi que d’une planche de bord, d'un pare-brise et de sièges nouveaux. Le poids de la Cévennes a augmenté de 980 kg à 998 kg.